# Абдулрахман Фаузи
Абдулрахман Фаузи (арап. عبد الرحمن فوزي   ) (11. август 1909 — 16. октобар 1988) био је египатски професионални фудбалер и тренер, који је играо на позицији крила.

Играо је за Ал-Мазри и Замалек, као и за фудбалску репрезентацију Египта. Учествовао је на Светском првенству у фудбалу 1934, где је два пута постигао гол за Египат у поразу од Мађарске резултатом 4:2, што је био први пут (и једини пут пре 1970) да се афрички тим такмичио на светском првенствоу. Тако је био први афрички фудбалер који је постигао гол на Светском првенству. Био би први Африканац који је постигао хет-трик на Светском првенству, али његов трећи гол је одбијен. Египатски голман тог дана, Мустафа Мансур, касније је рекао:
„Када је утакмица била 2–2, мој колега Фаузи је узео лопту са центра и дриблањем поред свих мађарских играча постигао трећи гол. Али судија је поништио гол као офсајд!“

## Детињство
Фаузи је рођен у египатском граду Порт Саид, египатски хедиват, 11. августа 1909. године.

## Клупска каријера

### Ал-Мазри
Фаузи је започео своју каријеру 1928. у свом родном клубу, Ал-Мазри. За клуб је играо до 1934. године, укупно 6 сезона. Са њима је освојио Куп Султана Хусеина 2 пута (1933., 1934)

### Замалек
Године 1935, Фаузи се преселио у Замалек из Каира (тада познат као Ел Мокхталат, а затим Фарук) где је провео већи део своје каријере, пошто је тамо играо до свог пензионисања 1947. године, играјући са њима укупно 12 сезона. Са њима је освојио Куп Египта 5 пута (1935., 1938., 1941., 1943., 1944. ) и Лигу Каира 5 пута (1939–40., 1940–41., 1943–44., 1944–45., 1946–47.).